# Bräckt vatten

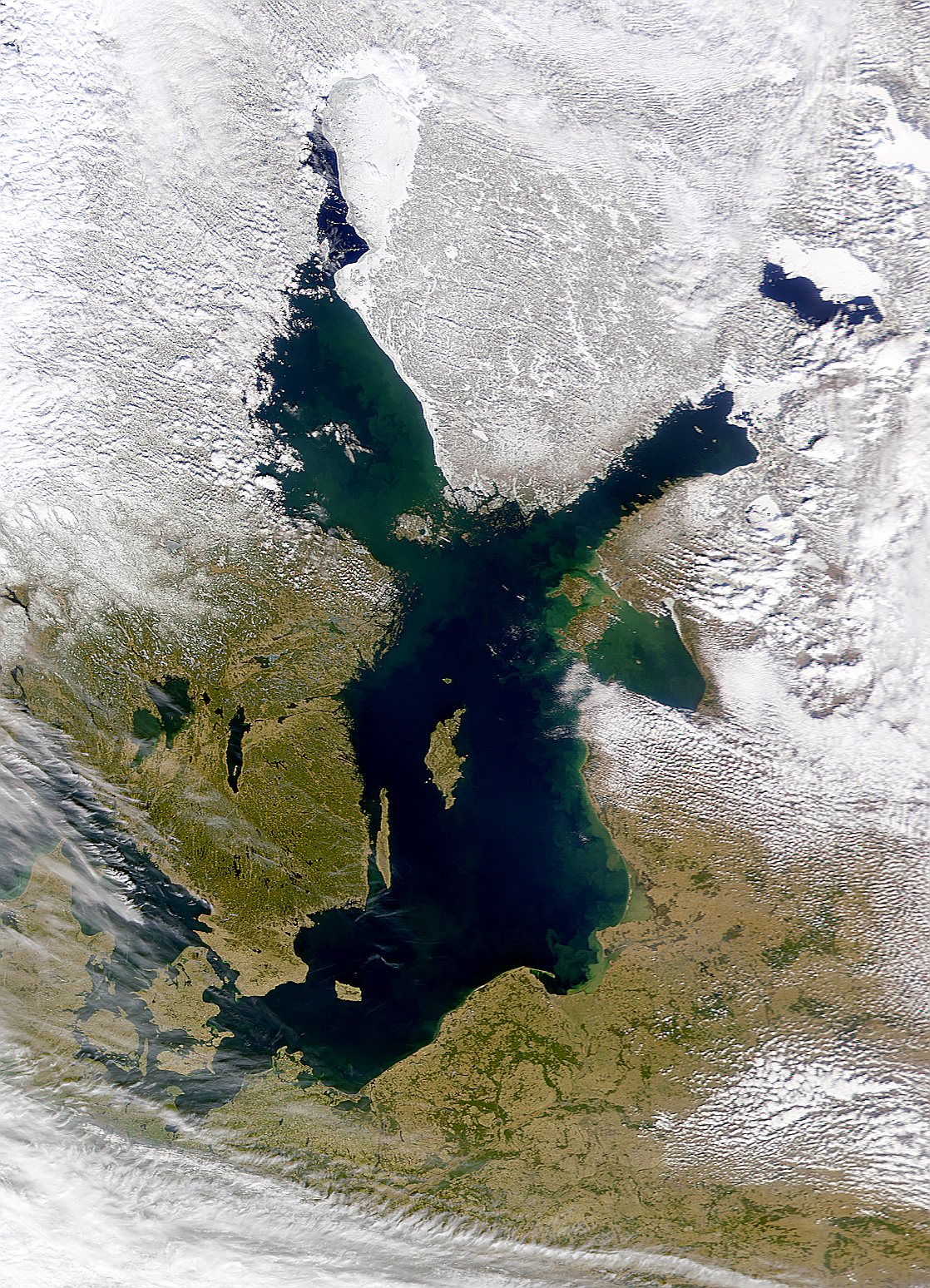
Östersjön är ett av världens största brackvattenhav.

Bräckt vatten, eller brackvatten, är vatten med högre salinitet än sötvatten, men lägre än saltvatten och därmed en salthalt mellan ungefär 0,05 och 3 procent. Bräckt vatten förekommer bland annat i delar av hav som bara har liten kontakt med vanligt havsvatten, men har stora tillflöden av sötvatten – exempelvis Östersjön. Det uppstår även i vissa flodmynningsområden, så kallade estuarier, och på andra ställen där saltvatten och sötvatten blandas. Bräckt vatten kan också uppstå i vattendrag som har en hög avdunstning, till exempel de nedre delarna av Jordanfloden.

## Etymologi
1. Bräckt vatten är en försvenskning av engelskans brackish water. Det engelska uttrycket kan härledas från det nederländska adjektivet brak = salt. Brackish water betyder alltså vatten med salt smak. [1]
2. Brackvatten har kommit in i svenskan via lågtyska brackwater, där lågtyska brak betyder salthaltig [2]
3. "Bräckvatten" är en kontamination av inlån två olika vägar, (1) och (2), till svenska. Ordet finns inte i Nationalencyklopedins ordbok.